# Martin Van Den Bossche
Pour les articles homonymes, voir Van den Bossche.
Martin Van Den Bossche, né le 10 mars 1941 à Hingene, dans la province d'Anvers, en Belgique, est un ancien coureur cycliste professionnel belge. Il fut coéquipier d'Eddy Merckx.

## Palmarès

### Palmarès amateur
- 1959
  -  Champion de Belgique sur route débutants
- 1961
  - 6e étape du Tour d'Autriche
  - 2e du Tour d'Autriche
  - 3e de Gand-Wevelgem amateurs
  - 3e d'Anvers-Gand
  - 10e du championnat du monde sur route amateurs
- 1962
  - 2e et 7eb (contre-la-montre) étapes du Tour de Belgique amateurs
  - 3e du Manx Trophy
  - 3e de Bruxelles-Liège
- 1963
  - 2e de Bruxelles-Liège

### Palmarès professionnel
- 1964
  - Coupe Sels
  - 2e du Tour du Condroz
  - 2e du Grand Prix de Belgique
  - 2e du Grand Prix des Carrières
  - 4e du Grand Prix des Nations
  - 5e de Liège-Bastogne-Liège
- 1965
  - Circuit de la vallée de la Senne
  - 2e du Grand Prix de la Basse-Sambre
  - 3e de Liège-Bastogne-Liège
  - 3e du Grand Prix de Belgique
- 1966
  - 2e du Grand Prix de Denain
  - 10e du Tour de France
  - 10e du championnat du monde sur route
- 1967
  - Circuit du Pays de Waes
  - 5eb étape du Tour de France (contre-la-montre par équipes)
  - 3e du Grand Prix de la ville de Vilvorde
  - 3e du Circuit des frontières
- 1968
  - 1re étape de la Semaine catalane
  - 3ea étape de Paris-Luxembourg (contre-la-montre par équipes)
  - 2e de la Coppa Agostoni
  - 5e du Tour de Lombardie
- 1969
  - 5ea étape de la Semaine catalane
  - 1reb étape du Tour de France (contre-la-montre par équipes)
  - Grand Prix Beeckman-De Caluwé
  - 2e de Milan-Turin
  - 2e d'À travers Lausanne
  - 3e de la Course des raisins
  - 4e du Tour de Lombardie
- 1970
  -  Grand Prix de la montagne du Tour d'Italie
  - 2e de la Course des raisins
  - 3e du Tour d'Italie
  - 4e du Tour de France
  - 8e de Paris-Nice
  - 9e du Super Prestige Pernod
  - 10e du Tour de Romandie
- 1972
  - 3eb étape du Tour de France (contre-la-montre par équipes)
  - Tour du Latium
  - 1rea étape de l'Escalade de Montjuïc (contre-la-montre par équipes)

### Résultats sur les grands tours

#### Tour de France
5 participations
- 1966 : 10e
- 1967 : 59e, vainqueur de la 5eb étape (contre-la-montre par équipes)
- 1969 : 23e, vainqueur de la 1reb étape (contre-la-montre par équipes)
- 1970 : 4e
- 1972 : 15e, vainqueur de la 3eb étape (contre-la-montre par équipes)

#### Tour d'Espagne
1 participation
- 1968 : 38e

#### Tour d'Italie
4 participations
- 1968 : abandon
- 1969 : abandon (14e étape)
- 1970 : 3e, vainqueur du  Grand Prix de la montagne
- 1972 : 29e